# Sportclub Preußen 06 Münster 2009-2010
Questa voce raccoglie le informazioni riguardanti lo Sportclub Preußen 06 Münster nelle competizioni ufficiali della stagione 2009-2010.

## Stagione
Nella stagione 2009-2010 il Preussen Münster, allenato da Roger Schmidt e Marc Fascher, concluse il campionato di Regionalliga ovest al 6º posto. In Coppa di Germania il Preussen Münster fu eliminato al primo turno dal Hertha Berlino.

## Rosa
| N. |                     | Ruolo | Calciatore           |
| -- | ------------------- | ----- | -------------------- |
| 1  | Germania (bandiera) | P     | David Buchholz       |
| 2  | Germania (bandiera) | D     | David Fall           |
| 3  | Germania (bandiera) | D     | Max Mümken           |
| 4  | Turchia (bandiera)  | D     | Orhan Özkara         |
| 5  | Germania (bandiera) | D     | Guerino Capretti     |
| 6  | Germania (bandiera) | D     | Marc-André Nimptsch  |
| 8  | Germania (bandiera) | D     | Arthur Matlik        |
| 9  | Germania (bandiera) | A     | Michael Erzen        |
| 10 | Turchia (bandiera)  | C     | Mehmet Kara          |
| 11 | Germania (bandiera) | C     | Marvin Bakalorz      |
| 14 | Germania (bandiera) | C     | Julian Loose         |
| 15 | Germania (bandiera) | C     | Konstantin Möllering |
| 16 | Germania (bandiera) | C     | David Lauretta       |
| 16 | Germania (bandiera) | C     | Julian Westermann    |

| N. |                     | Ruolo | Calciatore               |
| -- | ------------------- | ----- | ------------------------ |
| 17 | Germania (bandiera) | D     | Jens Grembowietz         |
| 18 | Germania (bandiera) | A     | Timo Scherping           |
| 19 | Croazia (bandiera)  | C     | Ivica Ivičević           |
| 20 | Germania (bandiera) | A     | Wojciech Pollok          |
| 21 | Germania (bandiera) | D     | Harry Pufal              |
| 22 | Germania (bandiera) | P     | Daniel Riemer            |
| 23 | Italia (bandiera)   | C     | Massimo Ornatelli        |
| 25 | Brasile (bandiera)  | C     | Raffael Maccauro         |
| 25 | Germania (bandiera) | A     | Marc Lorenz              |
| 26 | Germania (bandiera) | P     | Kieran Schulze-Marmeling |
| 30 | Germania (bandiera) | D     | Jens Wissing             |
| 33 | Germania (bandiera) | A     | Jérôme Assauer           |
| 80 | Turchia (bandiera)  | A     | Sercan Güvenışık         |
|    | Turchia (bandiera)  | A     | Enes Demir               |

## Organigramma societario
Area tecnica
- Allenatore: Marc Fascher
- Allenatore in seconda: Tobias Stock
- Preparatore dei portieri:
- Preparatori atletici:
- Analisi video:

## Calciomercato

### Sessione estiva
| Acquisti | Acquisti             | Acquisti            | Acquisti |
| R.       | Nome                 | da                  | Modalità |
| -------- | -------------------- | ------------------- | -------- |
| A        | Enes Demir           | Bochum U19          |          |
| A        | Sami El-Nounou       | Bochum              |          |
| D        | David Fall           | Sciaffusa           |          |
| D        | Jens Grembowietz     | Dinamo Dresda       |          |
| A        | Marc Lorenz          | Schalke 04 II       |          |
| C        | Konstantin Möllering | Preußen Münster U19 |          |
| D        | Marc-André Nimptsch  | SV Wilhelmshaven    |          |
| A        | Wojciech Pollok      | SV Wilhelmshaven    |          |
| P        | Daniel Riemer        | Arminia Bielefeld   |          |

| Cessioni | Cessioni       | Cessioni           | Cessioni |
| R.       | Nome           | a                  | Modalità |
| -------- | -------------- | ------------------ | -------- |
| P        | Michael Joswig | Lippstadt 08       |          |
| C        | Robert Magos   | F. Düsseldorf II   |          |
| D        | Lars Remmert   | Wiedenbrück        |          |
| C        | Uwe Seggewiß   | Sportfreunde Lotte |          |
| A        | Marius Sowislo | Kleve              |          |
| C        | Massih Wassey  | Schalke 04 II      |          |

### Sessione invernale
| Acquisti | Acquisti         | Acquisti  | Acquisti |
| R.       | Nome             | da        | Modalità |
| -------- | ---------------- | --------- | -------- |
| A        | Sercan Güvenışık | Paderborn |          |

| Cessioni | Cessioni       | Cessioni | Cessioni |
| R.       | Nome           | a        | Modalità |
| -------- | -------------- | -------- | -------- |
| A        | Wilson Pereira | Speldorf |          |

## Risultati

### Regionalliga

#### Girone di andata
| Arbitro: | Steinhaus-Webb |

|            |           |                        |
| Pollok 10’ | Marcatori | 59’ Kaldırım 90’ Grimm |

| Arbitro: | Beitinger |

|             |           |  |
| Klinger 43’ | Marcatori |  |

| Arbitro: | Bandurski |

|                                           |           |            |
| Pereira 58’, 86’ Özkara 66’ Ornatelli 81’ | Marcatori | 48’ Kraska |

| Arbitro: | Färber |

|                       |           |  |
| Zeitz 17’ (rig.), 21’ | Marcatori |  |

| Arbitro: | Aarnink |

|             |           |                       |
| Pereira 49’ | Marcatori | 42’ Neumann 69’ Röber |

| Arbitro: | Metzen |

|         |           |                       |
| Ari 43’ | Marcatori | 41’ Loose 45’ Assauer |

| Arbitro: | Wenzel |

|                             |           |                 |
| Pollok 69’, 75’ Assauer 70’ | Marcatori | 39’ Quotschalla |

| Arbitro: | Steinberg |

|                   |           |                          |
| Schwellenbach 89’ | Marcatori | 63’ (aut.) Schwellenbach |

| Arbitro: | Schriever |

|                          |           |             |
| Ornatelli 44’ Lorenz 85’ | Marcatori | 40’ Monetta |

| Arbitro: | Petersen |

|  |           |             |
|  | Marcatori | 72’ Wissing |

| Arbitro: | Winkmann |

|                                                   |           |  |
| Lorenz 2’ Kara 28’ Özkara 43’ Lauretta 71’ (rig.) | Marcatori |  |

| Arbitro: | Zwayer |

|             |           |            |
| Mölders 48’ | Marcatori | 90’ Pollok |

| Arbitro: | Schmidt |

|           |           |  |
| Kluft 52’ | Marcatori |  |

| Arbitro: | Aytekin |

|                        |           |  |
| Kara 26’ Ornatelli 71’ | Marcatori |  |

| Arbitro: | Günsch |

|            |           |                       |
| Pisano 53’ | Marcatori | 44’ Lorenz 80’ Pollok |

| Arbitro: | Dittrich |

|                              |           |                      |
| Loose 57’ Banouas 89’ (aut.) | Marcatori | 25’ Ginter 29’ Reule |

| Arbitro: | Trautmann |

|                                                    |           |               |
| Kalina 31’, 45’ Grembowietz 49’ (aut.) Semlits 82’ | Marcatori | 15’ Güvenışık |

#### Girone di ritorno
| Arbitro: | Reichel |

|                     |           |  |
| Riske 34’ Grimm 76’ | Marcatori |  |

| Arbitro: | Willenborg |

|                       |           |             |
| Özkara 24’ Pollok 82’ | Marcatori | 72’ Klinger |

| Arbitro: | Wijnen |

|  |           |                              |
|  | Marcatori | 35’ (rig.) Kara 48’ Nimptsch |

| Münster 23 marzo 2010, ore 19:00 CET 21ª giornata | Preußen Münster | 0 – 0 referto | Saarbrücken | Preußenstadion (3 381 spett.)\| Arbitro: \| Gorniak \| |
| Arbitro:                                          | Gorniak         |               |             |                                                        |

| Verl 27 febbraio 2010, ore 14:00 CET 22ª giornata | Verl     | 0 – 0 referto | Preußen Münster | Stadion an der Poststraße (1 000 spett.)\| Arbitro: \| Heitmann \| |
| Arbitro:                                          | Heitmann |               |                 |                                                                    |

| Arbitro: | Robke |

|          |           |            |
| Kara 68’ | Marcatori | 25’ Königs |

| Arbitro: | Gittelmann |

|                          |           |                    |
| Aydogmus 2’ Kastrati 29’ | Marcatori | 38’, 43’ Güvenışık |

| Arbitro: | Ehlers |

|            |           |                 |
| Pollok 77’ | Marcatori | 6’, 51’ Terodde |

| Arbitro: | Ostheimer |

|  |           |               |
|  | Marcatori | 63’ Güvenışık |

| Arbitro: | Wenzel |

|  |           |          |
|  | Marcatori | 8’ Güral |

| Arbitro: | Jöllenbeck |

|                                   |           |                      |
| Grembowietz 14’ (aut.) Schulz 44’ | Marcatori | 21’ Loose 72’ Pollok |

| Arbitro: | Steinhaus-Webb |

|                                                     |           |  |
| Bakalorz 6’ Güvenışık 37’ Kara 84’ (rig.) Loose 87’ | Marcatori |  |

| Arbitro: | Gittelmann |

|                  |           |                     |
| Assauer 19’, 37’ | Marcatori | 34’ (aut.) Buchholz |

| Arbitro: | Aarnink |

|               |           |            |
| Schneider 53’ | Marcatori | 29’ Pollok |

| Arbitro: | Hussein |

|  |           |             |
|  | Marcatori | 25’ Podszus |

| Arbitro: | Foltyn |

|  |           |                 |
|  | Marcatori | 47’, 67’ Pollok |

| Arbitro: | Schüller |

|  |           |                       |
|  | Marcatori | 64’ Aydın 90’ Neumann |

### Coppa di Germania
| Arbitro: | Willenborg |

|            |           |                                    |
| Lorenz 53’ | Marcatori | 23’, 120’ Raffael 118’ Domovčijski |

## Statistiche

### Statistiche di squadra
| Competizione       | Punti | In casa | In casa | In casa | In casa | In casa | In casa | In trasferta | In trasferta | In trasferta | In trasferta | In trasferta | In trasferta | Totale | Totale | Totale | Totale | Totale | Totale | DR  |
| Competizione       | Punti | G       | V       | N       | P       | Gf      | Gs      | G            | V            | N            | P            | Gf           | Gs           | G      | V      | N      | P      | Gf     | Gs     | DR  |
| ------------------ | ----- | ------- | ------- | ------- | ------- | ------- | ------- | ------------ | ------------ | ------------ | ------------ | ------------ | ------------ | ------ | ------ | ------ | ------ | ------ | ------ | --- |
| Regionalliga ovest | 51    | 17      | 8       | 3       | 6       | 29      | 18      | 17           | 6            | 6            | 5            | 18           | 19           | 34     | 14     | 9      | 11     | 47     | 37     | +10 |
| Coppa di Germania  | -     | 1       | 0       | 0       | 1       | 1       | 3       | 0            | 0            | 0            | 0            | 0            | 0            | 1      | 0      | 0      | 1      | 1      | 3      | -2  |
| Totale             | 51    | 17      | 7       | 3       | 7       | 27      | 21      | 17           | 3            | 6            | 5            | 18           | 19           | 35     | 14     | 9      | 12     | 48     | 40     | +8  |

### Andamento in campionato
| Giornata  | 1  | 2  | 3  | 4  | 5  | 6  | 7  | 8  | 9 | 10 | 11 | 12 | 13 | 14 | 15 | 16 | 17 | 18 | 19 | 20 | 21 | 22 | 23 | 24 | 25 | 26 | 27 | 28 | 29 | 30 | 31 | 32 | 33 | 34 |
| --------- | -- | -- | -- | -- | -- | -- | -- | -- | - | -- | -- | -- | -- | -- | -- | -- | -- | -- | -- | -- | -- | -- | -- | -- | -- | -- | -- | -- | -- | -- | -- | -- | -- | -- |
| Luogo     | C  | T  | C  | T  | C  | T  | C  | T  | C | T  | C  | T  | T  | C  | T  | C  | T  | T  | C  | T  | C  | T  | C  | T  | C  | T  | C  | T  | C  | C  | T  | C  | T  | C  |
| Risultato | P  | P  | V  | P  | P  | V  | V  | N  | V | V  | V  | N  | P  | V  | V  | N  | P  | P  | V  | V  | N  | N  | N  | N  | P  | V  | P  | N  | V  | V  | N  | P  | V  | P  |
| Posizione | 15 | 17 | 11 | 14 | 17 | 14 | 11 | 10 | 8 | 6  | 3  | 4  | 4  | 4  | 4  | 4  | 4  | 5  | 4  | 3  | 4  | 4  | 4  | 5  | 5  | 4  | 6  | 6  | 5  | 5  | 5  | 6  | 5  | 6  |

Legenda:

Luogo: C = Casa; T = Trasferta. Risultato: V = Vittoria; N = Pareggio; P = Sconfitta.

### Statistiche dei giocatori
| Giocatore            | Regionalliga ovest | Regionalliga ovest | Regionalliga ovest | Regionalliga ovest | Coppa di Germania | Coppa di Germania | Coppa di Germania | Coppa di Germania | Totale   | Totale | Totale      | Totale     |
| Giocatore            | Presenze           | Reti               | Ammonizioni        | Espulsioni         | Presenze          | Reti              | Ammonizioni       | Espulsioni        | Presenze | Reti   | Ammonizioni | Espulsioni |
| -------------------- | ------------------ | ------------------ | ------------------ | ------------------ | ----------------- | ----------------- | ----------------- | ----------------- | -------- | ------ | ----------- | ---------- |
| J. Assauer           | 23                 | 4                  | 2                  | 0                  | 1                 | 0                 | 0                 | 0                 | 24       | 4      | 2           | 0          |
| M. Bakalorz          | 16                 | 1                  | 2                  | 0                  | 0                 | 0                 | 0                 | 0                 | 16       | 1      | 2           | 0          |
| D. Buchholz          | 34                 | 0                  | 3                  | 0                  | 1                 | 0                 | 0                 | 0                 | 35       | 0      | 3           | 0          |
| G. Capretti          | 21                 | 0                  | 6                  | 0                  | 1                 | 0                 | 1                 | 0                 | 22       | 0      | 7           | 0          |
| E. Demir             | 1                  | 0                  | 0                  | 0                  | 0                 | 0                 | 0                 | 0                 | 1        | 0      | 0           | 0          |
| S. El-Nounou         | 11                 | 0                  | 0                  | 0                  | 0                 | 0                 | 0                 | 0                 | 11       | 0      | 0           | 0          |
| M. Erzen             | 20                 | 0                  | 0                  | 0                  | 1                 | 0                 | 0                 | 0                 | 21       | 0      | 0           | 0          |
| D. Fall              | 27                 | 0                  | 4                  | 0                  | 1                 | 0                 | 0                 | 0                 | 28       | 0      | 4           | 0          |
| J. Grembowietz       | 26                 | 0                  | 1                  | 0                  | 0                 | 0                 | 0                 | 0                 | 26       | 0      | 1           | 0          |
| S. Güvenışık         | 16                 | 5                  | 4                  | 0                  | 0                 | 0                 | 0                 | 0                 | 16       | 5      | 4           | 0          |
| I. Ivičević          | 2                  | 0                  | 0                  | 0                  | 0                 | 0                 | 0                 | 0                 | 2        | 0      | 0           | 0          |
| M. Kara              | 34                 | 5                  | 3                  | 0                  | 1                 | 0                 | 0                 | 0                 | 35       | 5      | 3           | 0          |
| D. Lauretta          | 25                 | 1                  | 5                  | 1                  | 1                 | 0                 | 0                 | 0                 | 26       | 1      | 5           | 1          |
| J. Loose             | 30                 | 4                  | 5                  | 0                  | 1                 | 0                 | 0                 | 0                 | 31       | 4      | 5           | 0          |
| M. Lorenz            | 28                 | 3                  | 9                  | 2                  | 1                 | 1                 | 1                 | 0                 | 29       | 4      | 10          | 2          |
| R. Maccauro          | 0                  | 0                  | 0                  | 0                  | 0                 | 0                 | 0                 | 0                 | 0        | 0      | 0           | 0          |
| A. Matlik            | 28                 | 0                  | 3                  | 0                  | 1                 | 0                 | 0                 | 0                 | 29       | 0      | 3           | 0          |
| K. Möllering         | 4                  | 0                  | 1                  | 0                  | 0                 | 0                 | 0                 | 0                 | 4        | 0      | 1           | 0          |
| M. Mümken            | 0                  | 0                  | 0                  | 0                  | 0                 | 0                 | 0                 | 0                 | 0        | 0      | 0           | 0          |
| M. Nimptsch          | 24                 | 1                  | 4                  | 0                  | 1                 | 0                 | 0                 | 0                 | 25       | 1      | 4           | 0          |
| M. Ornatelli         | 26                 | 3                  | 5                  | 0                  | 0                 | 0                 | 0                 | 0                 | 26       | 3      | 5           | 0          |
| W. Pereira           | 2                  | 3                  | 0                  | 0                  | 0                 | 0                 | 0                 | 0                 | 2        | 3      | 0           | 0          |
| W. Pollok            | 29                 | 11                 | 2                  | 1                  | 1                 | 0                 | 0                 | 0                 | 30       | 11     | 2           | 1          |
| H. Pufal             | 0                  | 0                  | 0                  | 0                  | 0                 | 0                 | 0                 | 0                 | 0        | 0      | 0           | 0          |
| D. Riemer            | 0                  | 0                  | 0                  | 0                  | 0                 | 0                 | 0                 | 0                 | 0        | 0      | 0           | 0          |
| T. Scherping         | 4                  | 0                  | 0                  | 0                  | 0                 | 0                 | 0                 | 0                 | 4        | 0      | 0           | 0          |
| K. Schulze-Marmeling | 0                  | 0                  | 0                  | 0                  | 0                 | 0                 | 0                 | 0                 | 0        | 0      | 0           | 0          |
| J. Westermann        | 1                  | 0                  | 0                  | 0                  | 0                 | 0                 | 0                 | 0                 | 1        | 0      | 0           | 0          |
| J. Wissing           | 20                 | 1                  | 2                  | 0                  | 1                 | 0                 | 0                 | 0                 | 21       | 1      | 2           | 0          |
| O. Özkara            | 19                 | 3                  | 1                  | 1                  | 1                 | 0                 | 0                 | 0                 | 20       | 3      | 1           | 1          |